# Guatemala en los Juegos Olímpicos de Atenas 2004
Guatemala estuvo representada en los Juegos Olímpicos de Atenas 2004 por un total de 18 deportistas, 11 hombres y 7 mujeres, que compitieron en 8 deportes.
La portadora de la bandera en la ceremonia de apertura fue la nadadora Gisela Morales. El equipo olímpico guatemalteco no obtuvo ninguna medalla en estos Juegos.